# Весёлая наука
«Весёлая наука» (нем. «Die fröhliche Wissenschaft») — произведение Фридриха Ницше.

## Обстоятельства создания и название
Идея «Весёлой науки» возникла у философа летом 1881 года в Зильс-им-Энгадине после внимательного знакомства с трудами Спинозы. Сама книга была написана зимой 1881—1882 года в Генуе. 28 января Ницше отправил первоначальный текст композитору Петеру Гасту как продолжение «Утренней зари».
Название «Весёлая наука» было выбрано автором не сразу. Этим термином (gai saber) пользовались провансальские трубадуры для обозначения своего поэтического искусства.
В июне Ницше подготовил книгу к печати, и в августе она поступила в продажу. Второе издание вышло в 1887 году.

## Структура и проблематика
Книге предшествует прелюдия из 63 эпиграмм. Основная часть состоит из 383 отрывков, объединённых в пять «книг» разной длины. Завершают «Весёлую науку» 14 стихотворений («Песни принца Фогельфрай»). Пятая книга и стихотворения появились только во втором издании.
В данном произведении Ницше рассматривает, в частности, такие вопросы, как сущность зла (первая книга), связь искусства с природой (вторая книга), «тень Бога», то есть упорядоченность мира по законам логики (третья книга) и др. Именно в ней появляется известный афоризм «Бог умер».